# Johann Zoffany

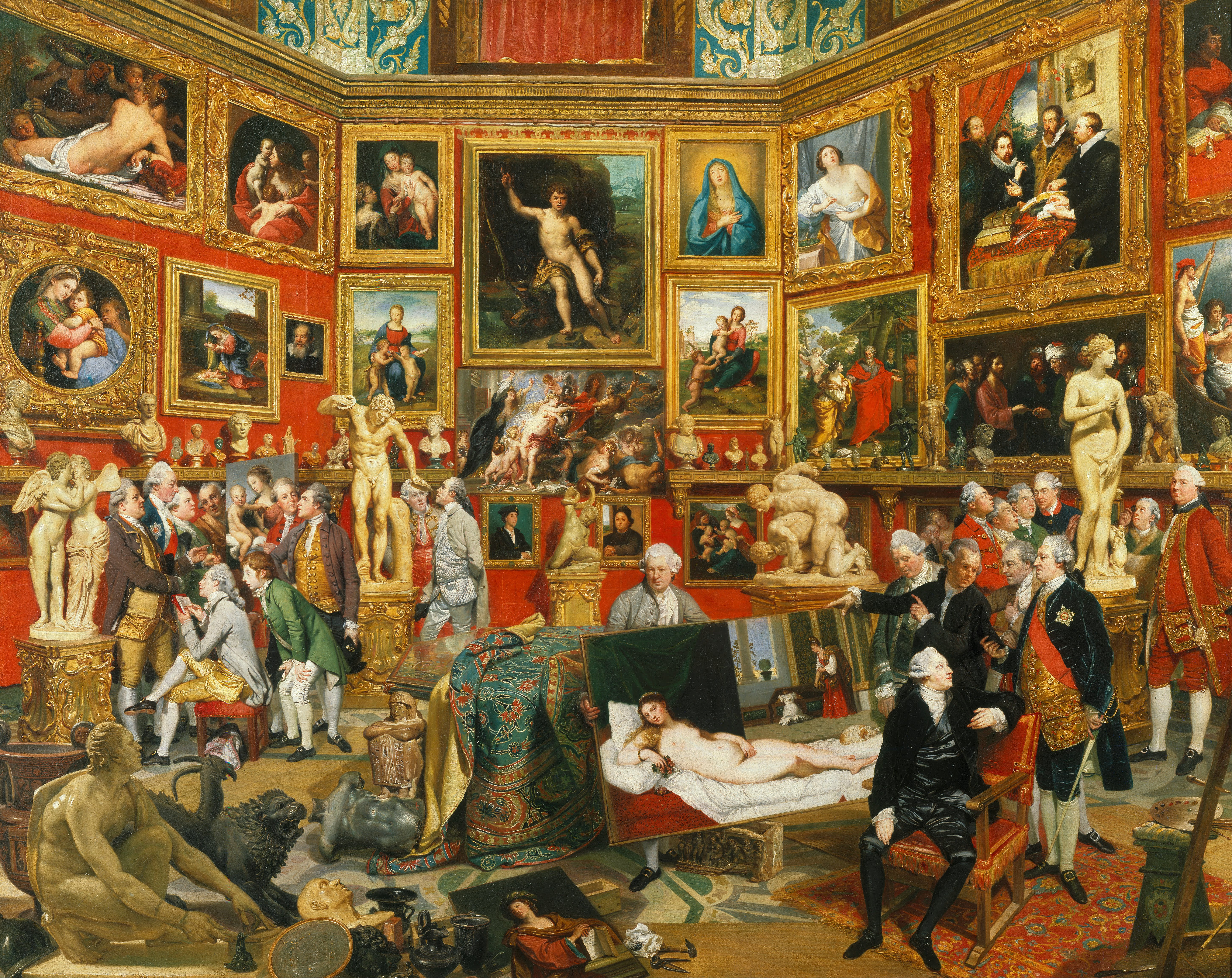
La Tribuna dels Uffizi

Johann Zoffany,Zoffani o Zauffelij (nascut el 13 de març de 1733, mort l'11 de novembre de 1810) va ser un pintor neoclàssic alemany, actiu principalment a Anglaterra. Les seves obres estan exposades en diverses galeries nacionals angleses com la National Gallery de Londres i la Tate Gallery.